# Deporte Total (programa de televisión)
Deporte Total es un noticiero deportivo de origen boliviano, conducido y producido por el periodista Toto Arévalo para televisión y emitido por las cadenas Bolivisión, ATB (del 2003 al 2019)
 y Cadena A (desde el 2019)
La característica del programa es su presencia en varios mundiales de futbol, siendo su cobertura ininterrumpida desde 1978 A pesar de su nombre, suele enfocarse en su mayoría, en el fútbol, más concretamente en la Primera División de Bolivia así como en torneos internacionales.

## Otros medios

### Programas derivados
Además de producir Deporte Total, Toto Arévalo se ha vuelto involucrado, tanto siendo productor como presentador de varios programas deportivos, entre los que se mencionan:
- Toda una vida: Programa documental que relata los hechos históricos más importantes de la historia del deporte. Conducido por Toto Arévalo, se emitió originalmente por ATB. Luego del lanzamiento de DT Play, se retransmitieron todos los programas anteriores de ATB.
- Estudio Estadio: Programa de análisis y debates sobre la coyuntura actual del deporte, conducido por panelistas y periodistas deportivos. Transmisión en simultáneo con Radio Monumental y Cadena A